# Гайирханов, Магомед-Казим Магомед-Камилович
Магоме́д-Кази́м Магоме́д-Ками́лович Гайирха́нов (16 июня 1970 года, Шамхал-Термен, Кизилюртовский район Дагестан, РСФСР, СССР — 12 сентября 2010 года, Комсомольское, Кизилюртовский район, Дагестан, Россия) — подполковник милиции, начальник боевого отделения отряда милиции специального назначения «Кречет» криминальной милиции МВД по Республике Калмыкия, Герой Российской Федерации (2011).

## Биография
Магомед-Казим Магомед-Камилович Гайирханов родился 16 июня 1970 года в селе Шамхал-Термен Кизилюртовского района Дагестана. Аварец.
С 31 мая 1989 года по 20 апреля 1990 годы служил стрелком в войсковой части № 3031. С 1 апреля 1993 года служил в МВД Республики Дагестан в должности оперуполномоченного специального отряда быстрого реагирования (СОБР). С 21 апреля 2006 года служил в МВД Республики Калмыкия. Во время службы в Калмыкии Магомед-Казим Гайирханов несколько раз выезжал в служебные командировки на Северный Кавказ.

## Подвиг
С сентября 2010 года находился в специальной командировке на Северном Кавказе. 12 сентября 2010 года Магомед-Казим Гайирханов руководил группой мобильного отряда в селе Комсомольское Кизилюртовского района Дагестана. Во время сражения при штурме частного дома, в котором находились вооружённые преступники, Магомед-Казим Гайирханов вынес с поля боя раненого. Несмотря на многочисленные пулевые ранения, он продолжал бой на открытом участке во дворе дома. В результате столкновения с противником Магомед-Казим Гайирханов погиб.
Похоронен в селе Калининаул Казбековского района.
Указом Президента Российской Федерации от 23 декабря 2011 года № 1677 «за мужество и героизм, проявленные при исполнении служебного долга в условиях, сопряжённых с риском для жизни, на территории Северо-Кавказского региона» подполковнику милиции Гайирханову Магомед-Казиму Магомед-Камиловичу присвоено звание Героя Российской Федерации (посмертно).

## Награды
- Звание Герой Российской Федерации посмертно — указ Президента Российской Федерации № 1677 от 23 декабря 2011 года;
- орден Мужества;
- медаль ордена «За заслуги перед Отечеством» I и II степеней;
- медаль «За отвагу»;
- медаль «За отличие в охране общественного порядка»;
- медаль «За боевое содружество».

## Память
- 8 ноября 2012 года на Аллее Героев в Элисте был установлен барельеф Магомеда-Казима Гайирханова[1][2].